# Johannes Lebel
Johannes Lebel (1490? – 1566) humanista műveltségű erdélyi szász evangélikus lelkész, költő, történetíró.

## Életpályája
Valószínűleg besztercei származású, de fiatalkoráról nem maradtak fenn adatok. 1527-ben a nagyszebeni ispotály lelkésze volt, 1528-ban Kisdemeteren szolgált, innen Nagytalmácsra ment. 1545-től budaki lelkész volt.
Hexameterekben írt műve, a De oppido Thalmud, genannt Thalmus sokáig kéziratban maradt és csak 1779-ben adta ki Johann Seivert. Központi témája Talmács története, de tágabb kitekintést is nyújt. Kéziratban maradt munkái: Memorabilia Transylvaniae és Volumen scriptorum in emolumentum capituli Bistricensis.